# Lancer du poids féminin aux championnats du monde d'athlétisme 2015
Navigation
Moscou 2013 Londres 2017
L'épreuve du lancer du poids féminin des championnats du monde de 2015 s'est déroulée le 22 août 2015 dans le Stade national de Pékin, le stade olympique de Pékin, en Chine. Elle est remportée par l'Allemande Christina Schwanitz.

## Records et performances

### Records
Les records du lancer de poids femmes (mondial, des championnats et par continent) étaient avant les championnats 2015 les suivants : 
| Record du monde           | Natalya Lisovskaya | Union soviétique | 22,63 m | Moscou       | 7 juin 1987      |
| Record des championnats   | Natalya Lisovskaya | Union soviétique | 21,24 m | Rome         | 5 septembre 1987 |
| Record d'Afrique          | Vivian Chukwuemeka | Nigeria          | 18,43 m | Walnut       | 19 avril 2003    |
| Record d'Asie             | Li Meisu           | Chine            | 21,76 m | Shijiazhuang | 23 avril 1988    |
| Record d'Amérique du Nord | Belsy Laza         | Cuba             | 20,96 m | Mexico       | 2 mai 1992       |
| Record d'Amérique du Sud  | Elisângela Adriano | Brésil           | 19,30 m | Tunja        | 14 juillet 2001  |
| Record d'Europe           | Natalya Lisovskaya | Union soviétique | 22,63 m | Moscou       | 7 juin 1987      |
| Record d'Océanie          | Valerie Adams      | Nouvelle-Zélande | 21,24 m | Daegu        | 29 août 2011     |

### Performances
Les dix lanceuses de poids les plus performantes de l'année sont, avant les championnats, les suivantes (plein air). 
| 1  | Christina Schwanitz | Allemagne         | 20,77 m | Pékin          | 20 mai 2015     |
| 2  | Gong Lijiao         | Chine             | 20,34 m | Gotha          | 19 juillet 2015 |
| 3  | Michelle Carter     | États-Unis        | 20,02 m | Eugene         | 25 juin 2015    |
| 4  | Cleopatra Borel     | Trinité-et-Tobago | 19,26 m | Székesfehérvár | 7 juillet 2015  |
| 5  | Brittany Smith      | États-Unis        | 18,96 m | Chula Vista    | 25 juillet 2015 |
| 6  | Anita Márton        | Hongrie           | 18,94 m | Kawasaki       | 10 mai 2015     |
| 7  | Tia Brooks          | États-Unis        | 18,93 m | Eugene         | 25 juin 2015    |
| 8  | Daniella Bunch      | États-Unis        | 18,89 m | Tucson         | 23 mai 2015     |
| 9  | Aliona Dubitskaya   | Biélorussie       | 18,88 m | Grodno         | 24 juillet 2015 |
| 10 | Yuliya Leantsiuk    | Biélorussie       | 18,86 m | Turku          | 25 juin 2015    |

## Engagées
Pour se qualifier, il faut avoir réalisé au moins 17,75 m entre le 1er octobre 2014 et le 10 août 2015.
La championne du monde en titre et le vainqueur de la ligue de diamant 2014 bénéficient d'une wild card, tandis que les championnes continentales en titre sont également qualifiées, la décision finale d'aligner l'athlète relevant de la fédération nationale concernée.
24 athlètes sont engagées.
| Athlète             | Nationalité       | Perf.   | Date            | Notes                        |
| ------------------- | ----------------- | ------- | --------------- | ---------------------------- |
| Aliona Dubitskaya   | Biélorussie       | 18,88 m | 24 juillet 2015 |                              |
| Natallia Mikhnevich | Biélorussie       | 18,60 m | 5 juin 2015     |                              |
| Yuliya Leantsiuk    | Biélorussie       | 19,00 m | 20 février 2015 |                              |
| Geisa Arcanjo       | Brésil            | 17,76 m | 14 juin 2015    | Championne d'Amérique du Sud |
| Keely Medeiros      | Brésil            | 17,58 m |                 |                              |
| Natalia Ducó        | Chili             | 18,03 m | 8 août 2015     |                              |
| Auriol Dongmo       | Cameroun          | 16,84 m |                 | Championne d'Afrique         |
| Yaniuvis López      | Cuba              | 17,78 m | 22 juillet 2015 |                              |
| Ursula Ruiz         | Espagne           | 17,68 m |                 |                              |
| Christina Schwanitz | Allemagne         | 20,77 m | 20 mai 2015     | Championne d'Europe          |
| Anita Márton        | Hongrie           | 19,23 m | 7 mars 2015     |                              |
| Leyla Rajabi        | Iran              | 18,04 m | 25 juillet 2015 |                              |
| Chiara Rosa         | Italie            | 18,21 m | 31 janvier 2015 |                              |
| Danniel Thomas      | Jamaïque          | 17,76 m | 22 juillet 2015 |                              |
| Paulina Guba        | Pologne           | 17,94 m | 11 juillet 2015 |                              |
| Gao Yang            | Chine             | 18,65 m | 13 juillet 2015 |                              |
| Gong Lijiao         | Chine             | 20,34 m | 19 juillet 2015 |                              |
| Guo Tianqian        | Chine             | 18,59 m | 7 juin 2015     | Championne d'Asie            |
| Cleopatra Borel     | Trinité-et-Tobago | 19,26 m | 7 juillet 2015  |                              |
| Galyna Obleshchuk   | Ukraine           | 17,94 m | 13 février 2015 |                              |
| Tia Brooks          | États-Unis        | 18,93 m | 25 juin 2015    |                              |
| Michelle Carter     | États-Unis        | 20,02 m | 25 juin 2015    |                              |
| Jeneva Stevens      | États-Unis        | 18,84 m | 25 juin 2015    |                              |
| Ahymará Espinoza    | Venezuela         | 17,90 m | 2 juillet 2015  |                              |

## Faits marquants
Le podium est constitué par les trois meilleures performeuses 2015 avant l'épreuve, dans le même ordre.

## Médaillées
| Or                  | Argent      | Bronze          |
| Christina Schwanitz | Gong Lijiao | Michelle Carter |

## Résultats

### Finale
| Rang               | Athlète             | Pays              | Essais | Essais | Essais | Essais | Essais | Essais | Marque  | Notes |
| Rang               | Athlète             | Pays              | 1      | 2      | 3      | 4      | 5      | 6      | Marque  | Notes |
| ------------------ | ------------------- | ----------------- | ------ | ------ | ------ | ------ | ------ | ------ | ------- | ----- |
| Médaille d'or      | Christina Schwanitz | Allemagne         | 19.80  | 20.00  | 20.37  | X      | 20.10  | X      | 20,37 m |       |
| Médaille d'argent  | Gong Lijiao         | Chine             | 20.30  | 20.05  | 20.25  | X      | X      | 19.91  | 20,30 m |       |
| Médaille de bronze | Michelle Carter     | États-Unis        | 19.45  | 19.76  | 18.57  | 18.85  | 19.48  | 19.71  | 19,76 m |       |
| 4                  | Anita Márton        | Hongrie           | 18.02  | 18.23  | 18.06  | 19.48  | 18.89  | 19.11  | 19,48 m | NR    |
| 5                  | Yang Gao            | Chine             | 18.15  | 18.09  | 17.84  | 19.04  | X      | X      | 19,04 m | PB    |
| 6                  | Aliona Dubitskaya   | Biélorussie       | 18.21  | X      | 18.52  | 17.43  | X      | X      | 18,52 m |       |
| 7                  | Yuliya Leantsiuk    | Biélorussie       | 17.38  | 18.25  | 17.67  | 17.85  | X      | 17.85  | 18,25 m |       |
| 8                  | Natallia Mikhnevich | Biélorussie       | 17.05  | 18.09  | 17.75  | 18.11  | 17.79  | 18.24  | 18,24 m |       |
| 9                  | Natalia Duco        | Chili             | 17.94  | 17.95  | 17.98  |        |        |        | 17,98 m |       |
| 10                 | Jeneva Stevens      | États-Unis        | 16.79  | 17.44  | 17.84  |        |        |        | 17,84 m |       |
| 11                 | Paulina Guba        | Pologne           | 17.04  | 17.52  | 17.11  |        |        |        | 17,52 m |       |
| 12                 | Cleopatra Borel     | Trinité-et-Tobago | 17.43  | X      | 16.85  |        |        |        | 17,43 m |       |

### Qualifications
Qualification : 18,50 m (Q) ou les 12 meilleurs lancers (q).
| Rang | Athlète             | Nationalité       | #1    | #2    | #3    | Résultat | Notes |
| ---- | ------------------- | ----------------- | ----- | ----- | ----- | -------- | ----- |
| 1    | Christina Schwanitz | Allemagne         | 19.39 |       |       | 19.39    | Q     |
| 2    | Michelle Carter     | États-Unis        | 19.22 |       |       | 19.22    | Q     |
| 3    | Gong Lijiao         | Chine             | 19.11 |       |       | 19.11    | Q     |
| 4    | Anita Márton        | Hongrie           | 17.40 | 18.85 |       | 18.85    | Q     |
| 5    | Natallia Mikhnevich | Biélorussie       | 17.97 | 18.17 | 18.57 | 18.57    | Q     |
| 6    | Cleopatra Borel     | Trinité-et-Tobago | 17.01 | 18.55 |       | 18.55    | Q     |
| 7    | Aliona Dubitskaya   | Biélorussie       | 17.95 | 18.51 |       | 18.51    | Q     |
| 8    | Natalia Duco        | Chili             | 17.84 | 18.29 | x     | 18.29    | q,SB  |
| 9    | Yang Gao            | Chine             | 17.97 | 18.18 | 18.21 | 18.21    | q     |
| 10   | Jeneva Stevens      | États-Unis        | 17.81 | 17.77 | 18.05 | 18.05    | q     |
| 11   | Yuliya Leantsiuk    | Biélorussie       | 17.58 | 17.96 |       | 17.96    | q     |
| 12   | Paulina Guba        | Pologne           | 17.46 | 17.55 | 17.73 | 17.73    | q     |
| 13   | Tia Brooks          | États-Unis        | 17.71 | x     | x     | 17.71    |       |
| 14   | Chiara Rosa         | Italie            | x     | 17.54 | x     | 17.54    |       |
| 15   | Geisa Arcanjo       | Brésil            | 17.26 | 17.02 | 17.42 | 17.42    |       |
| 16   | Tianqian Guo        | Chine             | 17.10 | x     | 16.98 | 17.10    |       |
| 17   | Yaniuvis Lopez      | Cuba              | 16.85 | 17.10 | 16.94 | 17.10    |       |
| 18   | Leyla Rajabi        | Iran              | 17.04 | x     | x     | 17.04    |       |
| 19   | Galyna Obleshchuk   | Ukraine           | 16.97 | 16.74 | 16.12 | 16.97    |       |
| 20   | Auriol Dongmo       | Cameroun          | 16.46 | 16.85 | x     | 16.85    | NR    |
| 21   | Ahymara Espinoza    | Venezuela         | 16.53 | 16.76 | x     | 16.76    |       |
| 22   | Danniel Thomas      | Jamaïque          | x     | 16.62 | x     | 16.62    |       |
| 23   | Ursula Ruiz         | Espagne           | 16.36 | 16.26 | x     | 16.36    |       |
| 24   | Keely Medeiros      | Brésil            | x     | 14.69 | 15.17 | 15.17    |       |

## Légende
Records et Performances
- AR : Record continental (area record)
- CR : Record des championnats (championship record)
- MR : Record du meeting (meet record)
- NR : Record national (national record)
- OR : Record olympique (olympic record)
- PR : Record paralympique (paralympic record)
- PB : Record personnel (personal best)
- SB : Meilleure performance personnelle de la saison (season's best)
- WL : Meilleure performance mondiale de l'année (world leader)
- WJR : Record du monde junior (world junior record)
- WR : Record du monde (world record)

Circonstances et Conditions
- DNF : N'a pas terminé (did not finish)
- DNS : N'a pas pris le départ (did not start)
- DQ : Disqualification (disqualification)
- NM : Aucun essai valable enregistré (No Mark)
- Q : Qualifié « directement » au prochain tour (ou à la prochaine compétition), lors d'une compétition majeure, grâce au classement ou à la réalisation des minima (automatic qualifier)
- q : Qualifié au prochain tour (ou à la prochaine compétition), lors d'une compétition majeure, grâce au repêchage ou à la réalisation de l'une des meilleures performances parmi celles des « non qualifiés directement » (grâce au meilleur temps ou à la meilleure distance par exemple) (secondary qualifier)